# Angostura kunorum
Angostura kunorum là một loài thực vật có hoa trong họ Cửu lý hương. Loài này được McPherson mô tả khoa học đầu tiên năm 1988.